# Schimmel von Bronnzell

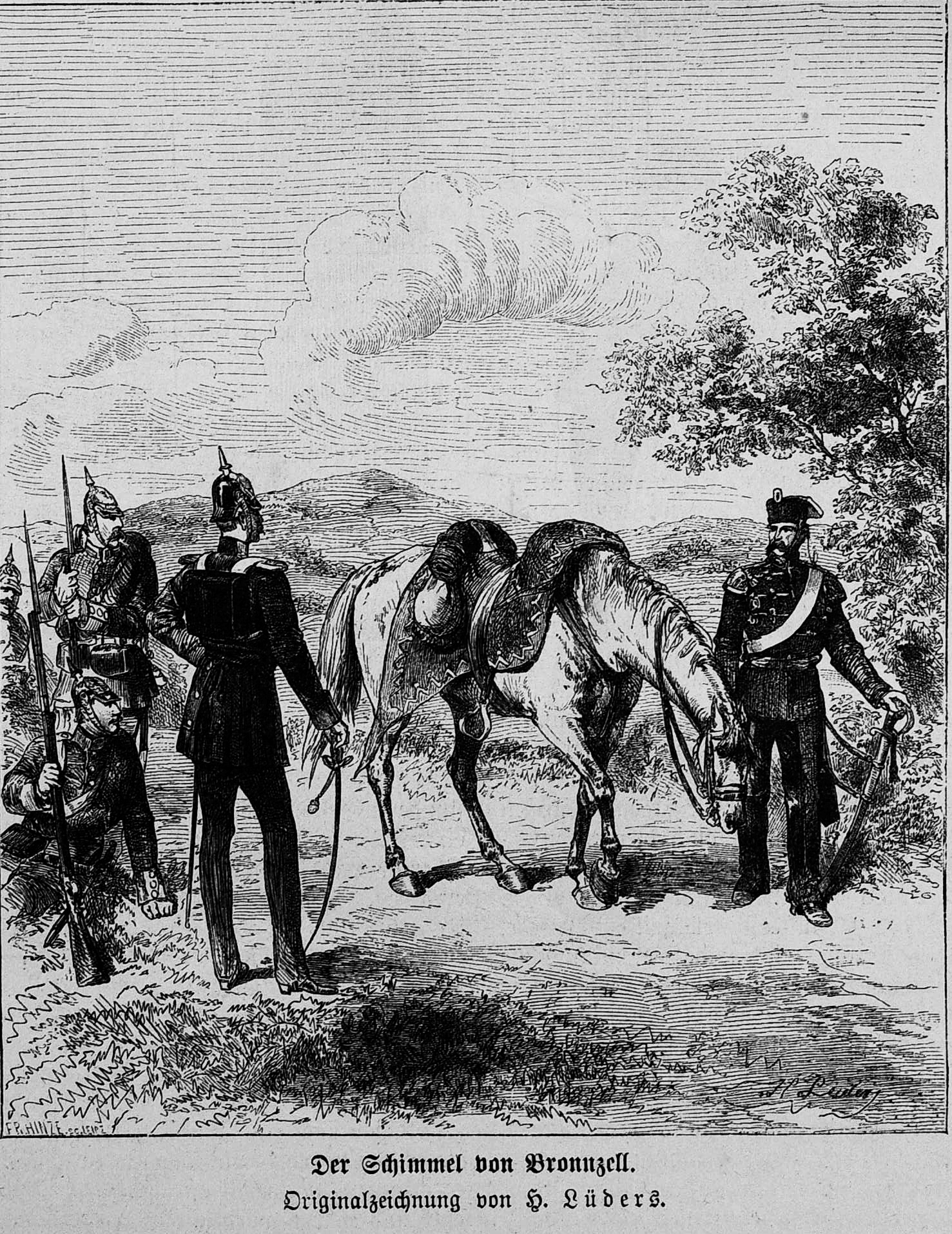
Der Schimmel von Bronnzell, Originalzeichnung von H. Lüders (1880)

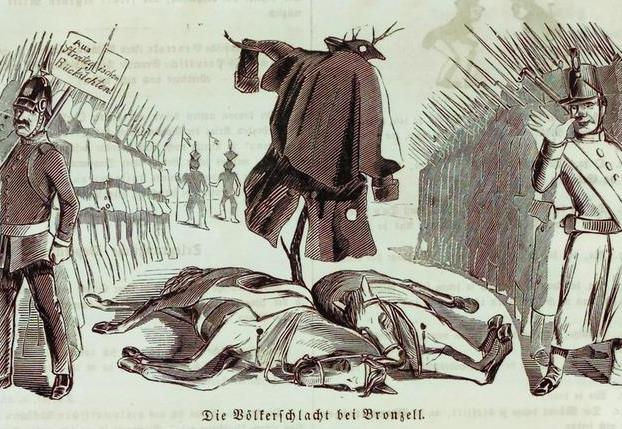
Schimmel von Bronnzell in der Ausgabe vom 17. November 1850 im Kladderadatsch

Der Schimmel von Bronnzell ist eine ironische Phrase über das schmähliche Ergebnis eines mit großen Anstrengungen und Erwartungen vorangetriebenen Unternehmens. Die Redewendung geht zurück auf den österreichisch-preußischen Konflikt in der Herbstkrise 1850. Bei einem Scharmützel südlich von Fulda wurden mehrere Soldaten verletzt sowie der Schimmel eines Trompeters getötet. Durch das Eingreifen der Offiziere eskalierte der Vorfall aber nicht. Auf dem Wege der Diplomatie konnte ein Krieg zwischen Preußen und Österreich abgewehrt werden. Preußen musste seinen Versuch aufgeben, Deutschland zu einigen (siehe Erfurter Union).
In den folgenden Jahren spielte der Vorfall bzw. die Redewendung eine gewisse Rolle in der deutschen Politik. So wurde er dem preußischen Politiker Bismarck bei seinen weiteren Ambitionen um die preußische Hegemonie in Deutschland vorgehalten. Dies spielte auch eine Schlüsselrolle für das Zustandekommen des Duells zwischen Bismarck und Georg von Vincke.

## Historischer Hintergrund
Zur Bundesintervention im Kurfürstentum Hessen kam es, als Kurfürst Friedrich Wilhelm I. und sein erzkonservativer Minister Ludwig Hassenpflug die liberale Kurhessische Verfassung von 1831 suspendierten und zur Durchsetzung dieser Maßnahme am 7. September 1850 das Kriegsrecht über das Land verhängten. Damit wurde der Kurhessische Verfassungskonflikt ausgelöst. Am 12. September rief der Kurfürst den Bundestag des Deutschen Bundes um Hilfe bei der Durchsetzung seiner autokratischen Konterrevolution an. Doch 241 der 277 kurhessischen Offiziere hatten einen Eid nicht nur auf den Kurfürsten, sondern auch auf die Verfassung geleistet, und wollten in diesem Verfassungskonflikt nicht eidbrüchig werden. Daraufhin reichten sie zwischen dem 9. und 12. Oktober 1850 ihre Entlassungsgesuche ein, und das kurhessische Militär wurde handlungsunfähig.
Am 21. September billigte die Bundesversammlung den Antrag des Kurfürsten, jedoch ohne die Zustimmung Preußens. Nun konzentrierte Preußen eigene Truppen an der Grenze zu Kurhessen, da es seine Militärstraßen ins Rheinland bedroht sah. Dies führte zum Widerspruch von Kaiser Franz Joseph von Österreich. Am 12. Oktober 1850 verpflichtete sich König Maximilian II. von Bayern auf einer persönlichen Zusammenkunft in Bregenz mit Kaiser Franz Joseph und König Wilhelm I. von Württemberg, gegen eine eventuelle preußische Intervention einzutreten und seine Truppen an einer Bundesintervention zugunsten des hessischen Kurfürsten teilnehmen zu lassen. Die Bundesversammlung beschloss daraufhin am 16. Oktober, Besatzungstruppen nach Kurhessen zu entsenden, um den „ordnungsgemäßen Zustand“ wieder herbeizuführen. Am 28. Oktober erklärten sich preußische Regierungsvertreter bei einem Treffen mit dem russischen Zaren Nikolaus I. in Warschau in der sogenannten „Warschauer Übereinkunft“ bereit, die preußischen Truppen abzuziehen. In Kassel sollte ein Bundeskommissar eingesetzt werden, um dort wieder für „Ordnung“ im Sinne des Kurfürsten zu sorgen.

## Schimmel von Bronnzell
Um die Entscheidung der Bundesversammlung durchzusetzen, rückten am 1. November 1850 bayerisch-österreichische Truppen in einer Gesamtstärke von 25.000 Mann zunächst in die Provinz Hanau ein. Sie wurden von der hessischen Bevölkerung als „Strafbayern“ bezeichnet. Preußen antwortete am 2. November mit dem Einmarsch von zwei Divisionen unter Karl von der Groeben in Nordhessen. Ziel war es, die für Preußen strategische Etappenstraße in Kurhessen bei Hersfeld zu besetzen. Da dies ein Verstoß gegen die Warschauer Übereinkunft war, verlangte Österreich den sofortigen Abzug aller preußischen Truppen aus Kurhessen. 
Der preußische König Friedrich Wilhelm IV. befahl am 5. November hingegen die Mobilmachung. Als am 8. November die preußische Armee bei Bronnzell den vereinigten Österreichern und Bayern gegenüberstand, kam es zu einem begrenzten Vorpostengefecht. Auf Seiten der Bundestruppen wurden fünf österreichische Jäger leicht verletzt, und ein bayrischer Tirailleur (frz. Schütze), der Gefreite Benedikt Mutzel. büßte einen Stiefel ein; auf preußischer Seite wurden zwei Leutnants die Mäntel durchlöchert. Berühmt wurde der 16-jährige Schimmel eines Trompeters des preußischen Husaren-Regimentes Nr. 10 namens Heloise, der von einer feindlichen Kugel in die linke Lende getroffen wurde, so dass er später getötet werden musste. Friedrich Wilhelm IV. scheute vor einem Krieg zurück, und die preußischen Truppen erhielten den Befehl, sich auf die Etappenstraßen zurückzuziehen. Dieser Schimmel von Bronnzell wurde 1969 ins Wappen des Ortes aufgenommen.

## Ende der preußischen Unionspolitik
Am 29. November kam es zur Olmützer Punktation, die das Ende des österreichisch-preußischen Konfliktes besiegelte. Die preußischen Truppen räumten Kurhessen, und die bayerisch-österreichischen Truppen besetzten die wichtigsten Städte und Orte des Landes, um jede Form von Opposition zu brechen. Der preußische Ministerpräsident Otto Theodor von Manteuffel kommentierte: „Der Starke weicht muthig zurück.“ Die Hauptstadt Kassel wurde am 16. Dezember 1850 besetzt. Der österreichische Feldmarschallleutnant Graf Christian Seraphin Vincenz von Leiningen-Westerburg-Neuleiningen wurde als Bundeskommissar eingesetzt, um die Entscheidungen der Bundesversammlung durchzusetzen.